# Alpha Lacertae
Alpha Lacertae (7 Lacertae) é uma estrela na direção da Lacerta. Possui uma ascensão reta de 22h 31m 17.38s e uma declinação de +50° 16′ 56.8″. Sua magnitude aparente é igual a 3.76. Considerando sua distância de 102 anos-luz em relação à Terra, sua magnitude absoluta é igual a 1.28. Pertence à classe espectral A1V.